# Hoftheater Sigmaringen

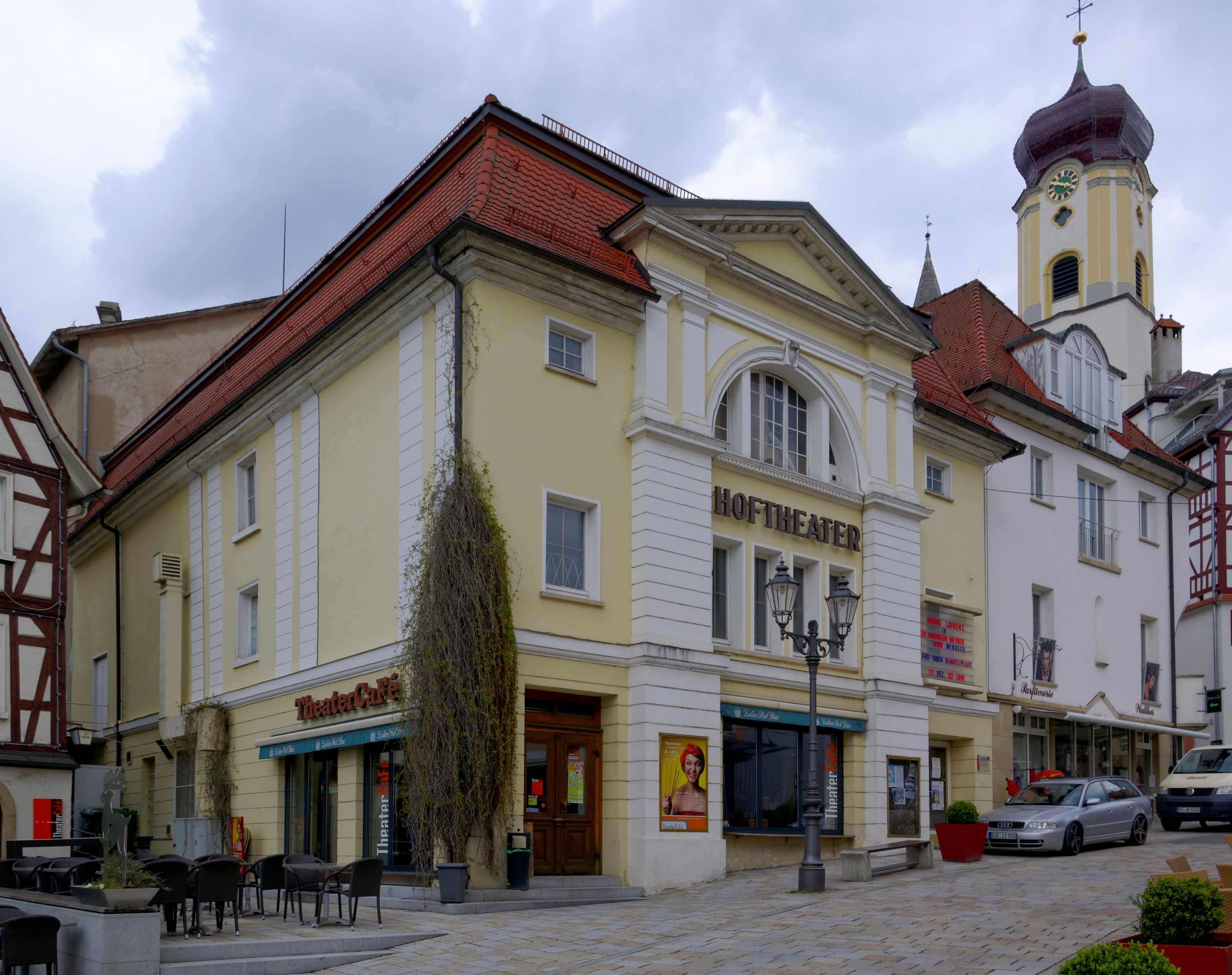
Hoftheater Sigmaringen

Das Hoftheater Sigmaringen ist ein Theatergebäude in der Stadt Sigmaringen. Das Gebäude, das zuvor jahrzehntelang zunächst als Theater, später auch als Kino genutzt wurde, ist heute Veranstaltungsstätte für unterschiedliche Kleinkunst- und Kinoveranstaltungen.

## Geschichte
Im Jahr 1826 kaufte der Sigmaringer Fürst Anton Aloys das Nebengebäude der örtlichen Gaststätte Bären für das Fürstenhaus. Dieses engagierte schon damals Schauspieltruppen für Theater- und Opernaufführungen und stellte das Haus der Museumsgesellschaft, einem Verein der Sigmaringer Oberschicht, zur Verfügung. Rund 50 Jahre später, zwischen 1876 und 1877, wurde das Haus im neoklassizistischen Stil umgebaut und fortan als reines Theaterhaus genutzt. Ab dieser Zeit leiteten vom Fürstenhaus engagierte „fürstlich-hohenzollerische Theaterdirektoren“ das Theater, das bis zum Ausbruch des Ersten Weltkriegs ununterbrochen bespielt wurde und zeitweise über ein Ensemble von bis zu 41 Personen einschließlich Orchester verfügte.

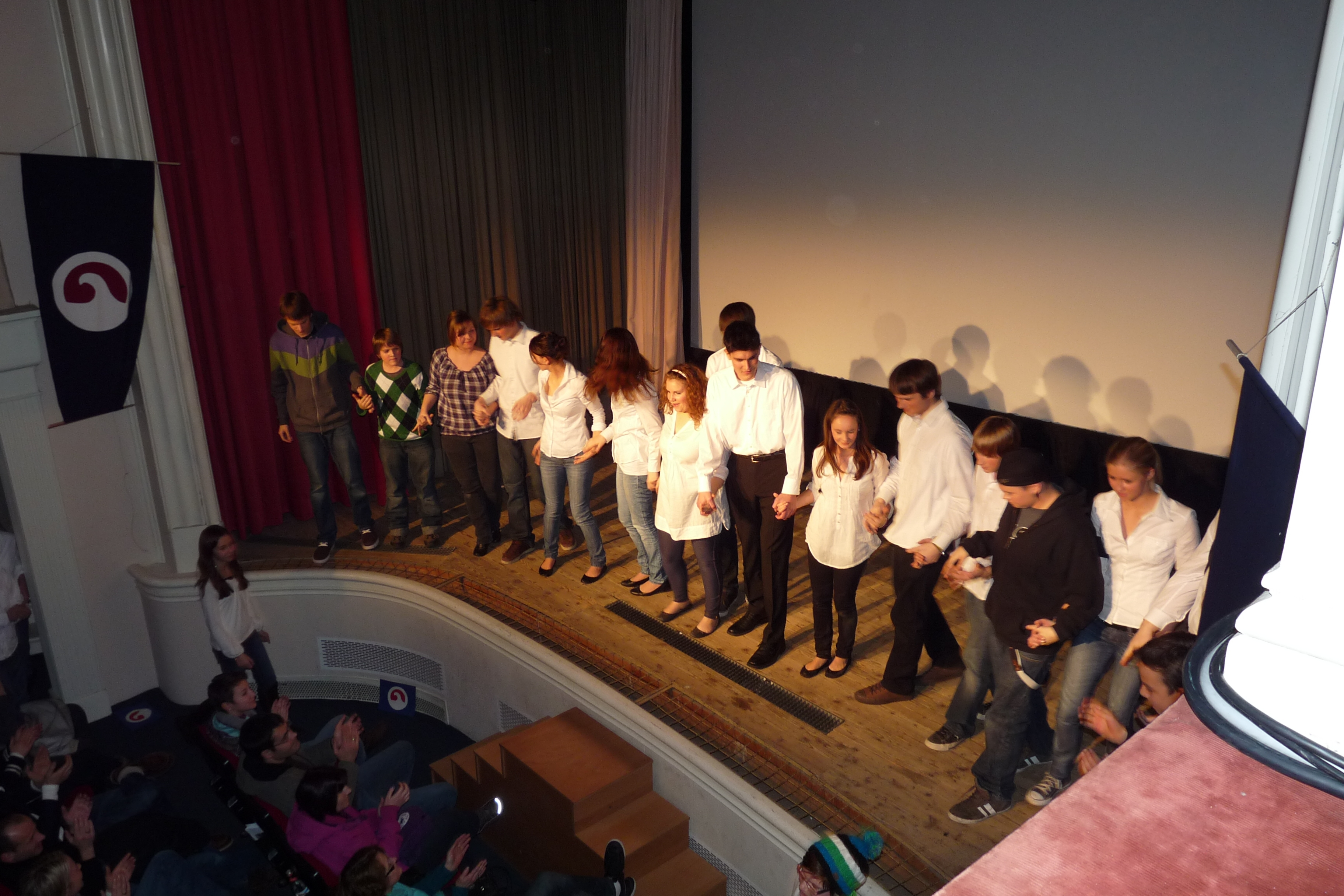
Aufführung des Stückes Die Welle im Hoftheater durch Spieler der Waldbühne Sigmaringendorf

Ab 1928 wurde das Haus dann auch als Kino genutzt. Zu einer kurzen Blütezeit kam das Sigmaringer Theater nach dem Ende des Zweiten Weltkriegs unter der Leitung Robert Marenckes. Unter dem Namen „Hohenzollerisches Landestheater“ eröffnete die erste Nachkriegsspielzeit am 27. November 1945 mit dem Stück Die Mitschuldigen von Johann Wolfgang Goethe. Unter den Akteuren waren auch die damals noch eher unbekannten Toni Berger und Gustl Bayrhammer. Für eine Theatersaison gastierte der damals berühmte Schauspieler Theodor Loos, der zuvor schon in so berühmten Kinoklassikern wie Die Nibelungen, Metropolis sowie M gespielt hatte.
Anfang der 1950er Jahre verlor das Theater an Bedeutung. Nachdem in den Nachkriegsjahren vom Ensemble Gastspiele von der westlichen Alb bis ganz Oberschwaben gegeben wurden, übernahm zunehmend das Tübinger Theater, das heutige LTT, diese Funktion. Anfang der 1950er Jahre wurde der Theaterbetrieb im Wesentlichen eingestellt. Im Jahre 1954 wurde das Haus unter Leitung des Fürstlichen Baumeisters Werner Roth im Stil der 1950er Jahre umgebaut. Seitdem wurde das Gebäude in zwei Nutzungen unterteilt. Im Erdgeschoss eröffnete das Fürstliche Blumengeschäft, das seit den 1980er Jahren das Theatercafé beherbergt. Das Foyer des Hoftheaters bekam ein gondelförmiges Kassenhaus und ein Wandrelief von Franz Xaver Marmon nach Skizzen des Künstlers Günther Dietrich und wurde fortan als Kinobetrieb unter wechselnden Pächtern genutzt. Mit dem Ende des 20. Jahrhunderts verlor das Hoftheater auch als Kino an Bedeutung und hatte zunehmende mit der Konkurrenz größerer und besser ausgestatteter Kinos in den Nachbarstädten zu kämpfen. 2009 folgte die Schließung.
Es fanden zwar noch vereinzelte kulturelle und Kleinkunstveranstaltungen statt, doch erst 2012 wurde dem Hoftheater wieder neues Leben eingehaucht, als Martin Robben das Haus pachtete, es zum Kleinkunstzentrum ausbaute und unter anderem dem Foyer mit vielen ehrenamtlichen Helfern wieder den Stil der 1950er Jahre herstellte. Die offizielle Wiedereröffnung erfolgte am 12. April 2013.
2006 wurde von vier Sigmaringern der „Sigmaringer Kulturherbst“, eine Veranstaltungsreihe mit Kleinkunst, Kinoaufführungen und Autorenlesungen, ins Leben gerufen, in dessen Rahmen bekannte Autoren wie Hartmut Lange, Thommie Bayer, Katharina Born, Alex Capus, Christof Hamann, Peter Weber, Klaus Merz, Katrin Seglitz, Necla Kelek, Michal Hvorecký, Max Goldt, Jan Weiler, Péter Esterházy, Martin Walser, Günter Schneidewind Rolf Hochhuth, Ottfried Fischer, Najem Wali oder Martin Graff im Hoftheater auftraten. Unter dem Namen „Hohenzollerisches Hoftheater Sigmaringen“ wollten der Schauspieler Torsten Münchow und Martin Robben einerseits wieder an die preußisch-hohenzollerischen Tradition, andererseits aber auch an die des hohenzollerischen Landestheaters anzuknüpfen. Geplant waren eigene Theaterinszenierungen und internationale Kooperationen. Diese Pläne konnten aber nicht realisiert werden, da der Pächter Robben nach Abschluss der Kulturherbst-Saison 2015 vom Fürstenhaus informiert wurde, dass im Hoftheater wegen Brandschutzmängeln keine weiteren Veranstaltungen möglich sind. Ob und wann eine weitere Renovierung im brandschutztechnischen Sinne, die Kosten betragen voraussichtlich mindestens 50.000 Euro, durchgeführt wird, ist derzeit noch nicht beschlossen.